# ガイオーレ・イン・キアンティ
ガイオーレ・イン・キアンティ (伊: Gaiole in Chianti) は、イタリア共和国トスカーナ州シエーナ県にある、人口約2,500人の基礎自治体（コムーネ）。

## 地理

### 位置・広がり

#### 隣接コムーネ
隣接するコムーネは以下の通り。括弧内のARはアレッツォ県所属を示す。
- ブーチネ (AR)
- カステルヌオーヴォ・ベラルデンガ
- カヴリーリア (AR)
- モンテヴァルキ (AR)
- ラッダ・イン・キアンティ

### 気候分類・地震分類
ガイオーレ・イン・キアンティにおけるイタリアの気候分類 (it) および度日は、zona D, 1958 GGである。
また、イタリアの地震リスク階級 (it) では、zona 3 (sismicità bassa) に分類される。

## 行政

### 分離集落
ガイオーレ・イン・キアンティには、以下の分離集落（フラツィオーネ）がある。
- Adine, Ama, Barbischio, Castagnoli, Lecchi, Lucignano, Montegrossi, Monti, Nusenna, Poggio San Polo, Rietine, San Regolo, San Sano, San Vincenti, Starda, Vertine

## スポーツ・観光
無舗装の砂利道を走る自転車大会「エロイカ」（L'Eroica）が1997年以降、開催されている。途中の休憩所では名産のワインなどが振る舞われる。